# شیمونتا
شیمونِتا: جهان خسته‌کننده‌ای که در آن مفهوم جوک‌های زشت وجود ندارد (به ژاپنی: 下ネタという概念が存在しない退屈な世界 Shimoneta to Iu Gainen ga Sonzai Shinai Taikutsu na Sekai) که با عنوان رسمی و مختصر شیموسکا در ژاپن شناخته می‌شود، یک مجموعه لایت ناول ژاپنی به نویسندگی هیروتاکا آکاگی و طراحی ایتو شیموتسوکی است. این مجموعه توسط انتشارات شوگاکوکان از ژوئیه ۲۰۱۲ در گاگاگا بونکو به چاپ می‌رسد.
در بهار سال ۲۰۱۴ یک مجموعه مانگا نیز به طراحی ان یوزوکی در ماهنامه کامیک بلید انتشارات مگ گاردن به چاپ رسید، اگرچه این سری پس از اینکه انتشار ماهنامه کامیک بلید در تابستان ۲۰۱۴ متوقف شد، به مجله کامیک گاردن نقل مکان کرد.
یک مجموعه تلویزیونی انیمه ۱۲ قسمتی نیز به کارگردانی یوهی سوزوکی توسط استودیو جی. سی استاف بر اساس لایت نوول تهیه شد که از ژوئیه تا سپتامبر ۲۰۱۵ پخش گردید.

## داستان
داستان در آینده‌ای پادآرمان‌شهر و ۱۶ سال پس از اینکه «قانون نظم اجتماعی و اخلاق در تربیت سالم کودکان» دشنام‌گویی را در کشور ممنوع کرد روایت می‌شود. تانوکیچی اُکوما در مدرسه نخبگان پیشرو در اخلاق اجتماعی ثبت نام می‌کند و به زودی به سازمانی ضد اجتماعی با عنوان «SOX» توسط مؤسس این سازمان آیامه کاجو دعوت می‌شود، که کار آن ایجاد و گسترش مسائلی با مضمون مستهجن در سراسر شهر است. تانوکیچی به سرعت خود را درگیر افکار تروریستی فردی منحرف با نام مستعار «بلو اسنو» در می‌یابد. او به عنوان عضوی که با تهدید آیامه وارد سازمان شده بود، در نهایت نقشی در اعمال زشت تروریستی علیه رئیس با استعداد شورای دانش‌آموزی یعنی آنا نیشیکینومیا ایفا می‌کند، کسی که تانوکیچی از کودکی به او علاقه داشت.